# Unterhof (Hundisburg)

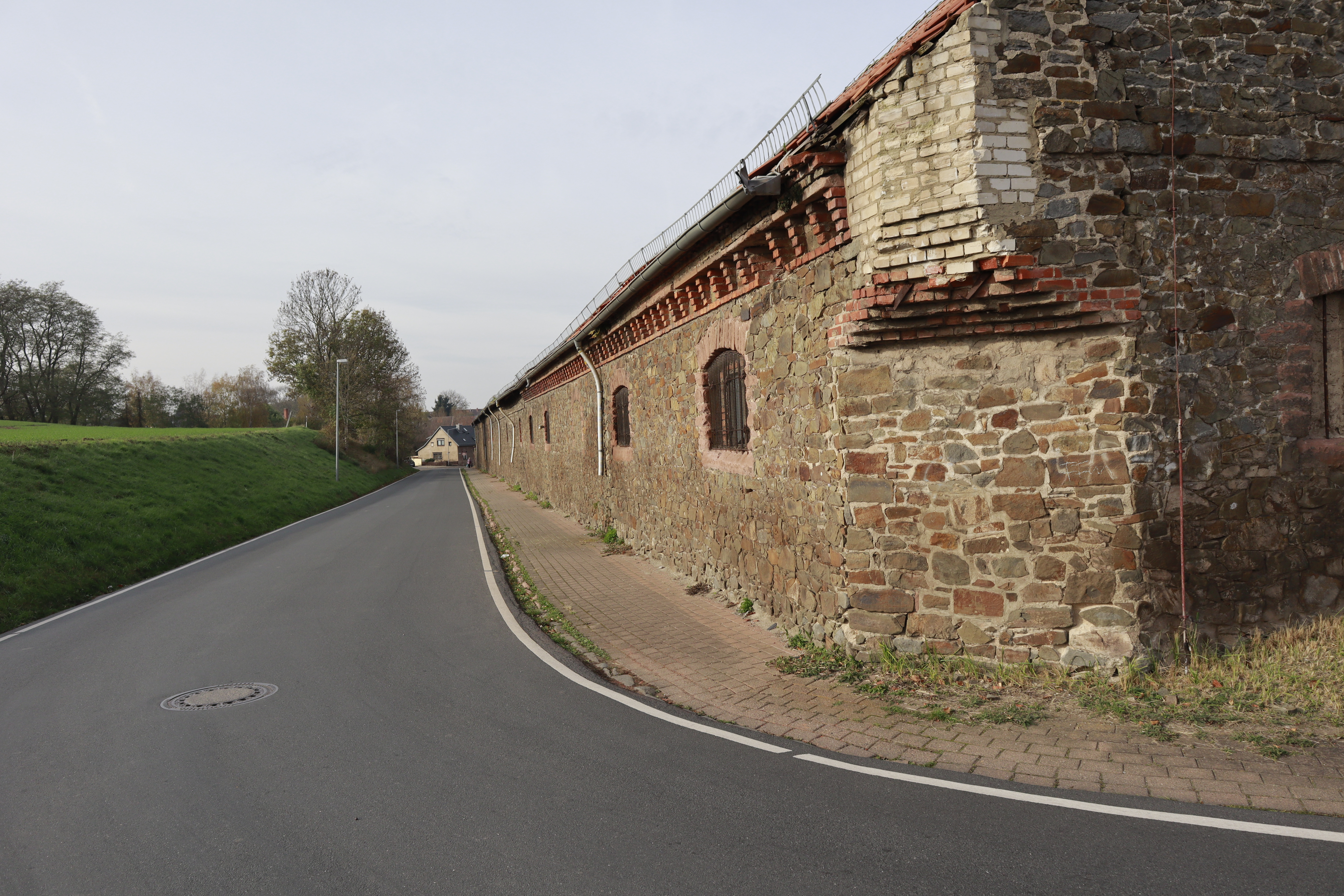
Der lange Schafstall entlang der Hundisburger Hauptstraße

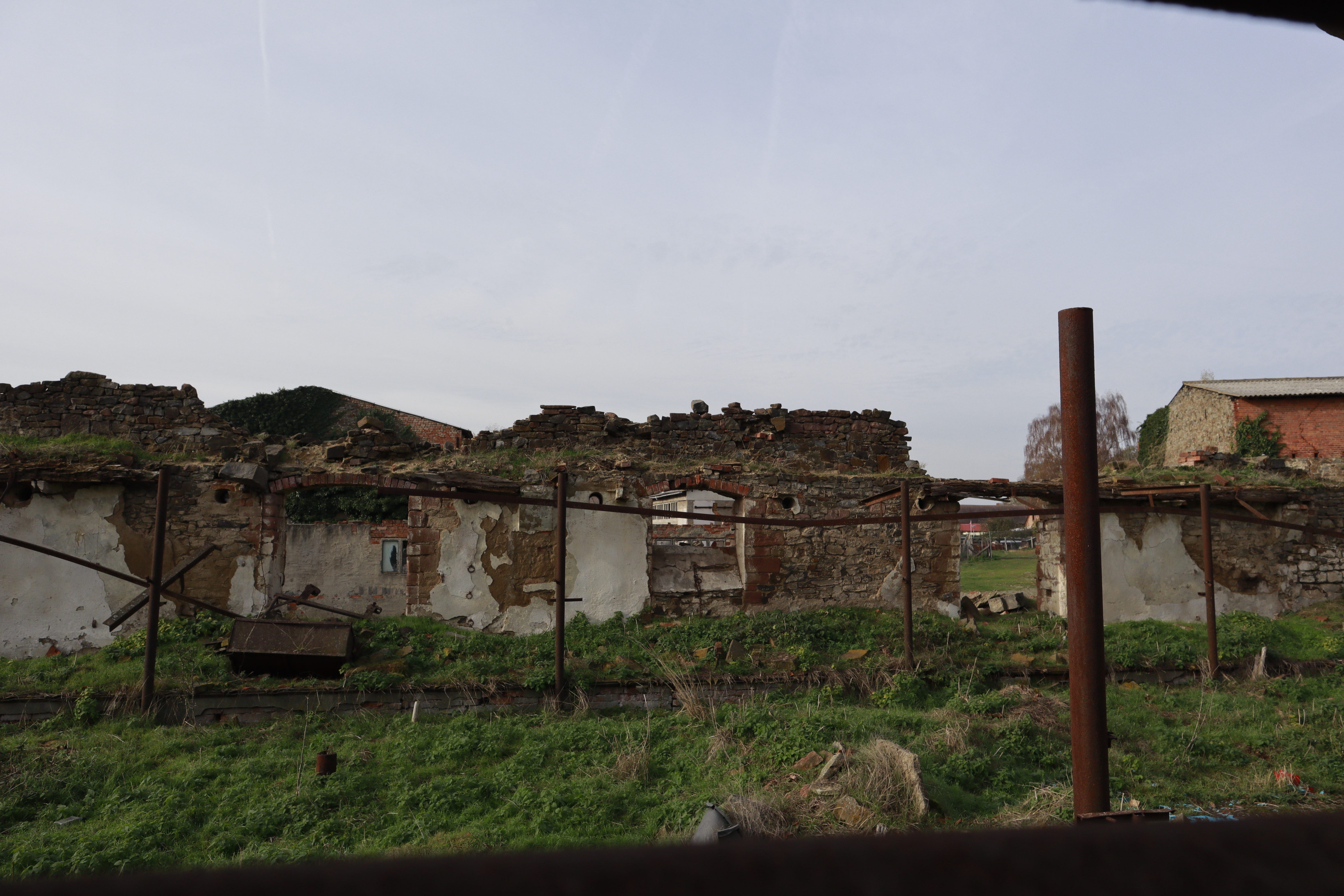
Gebäudeverfall (2019)

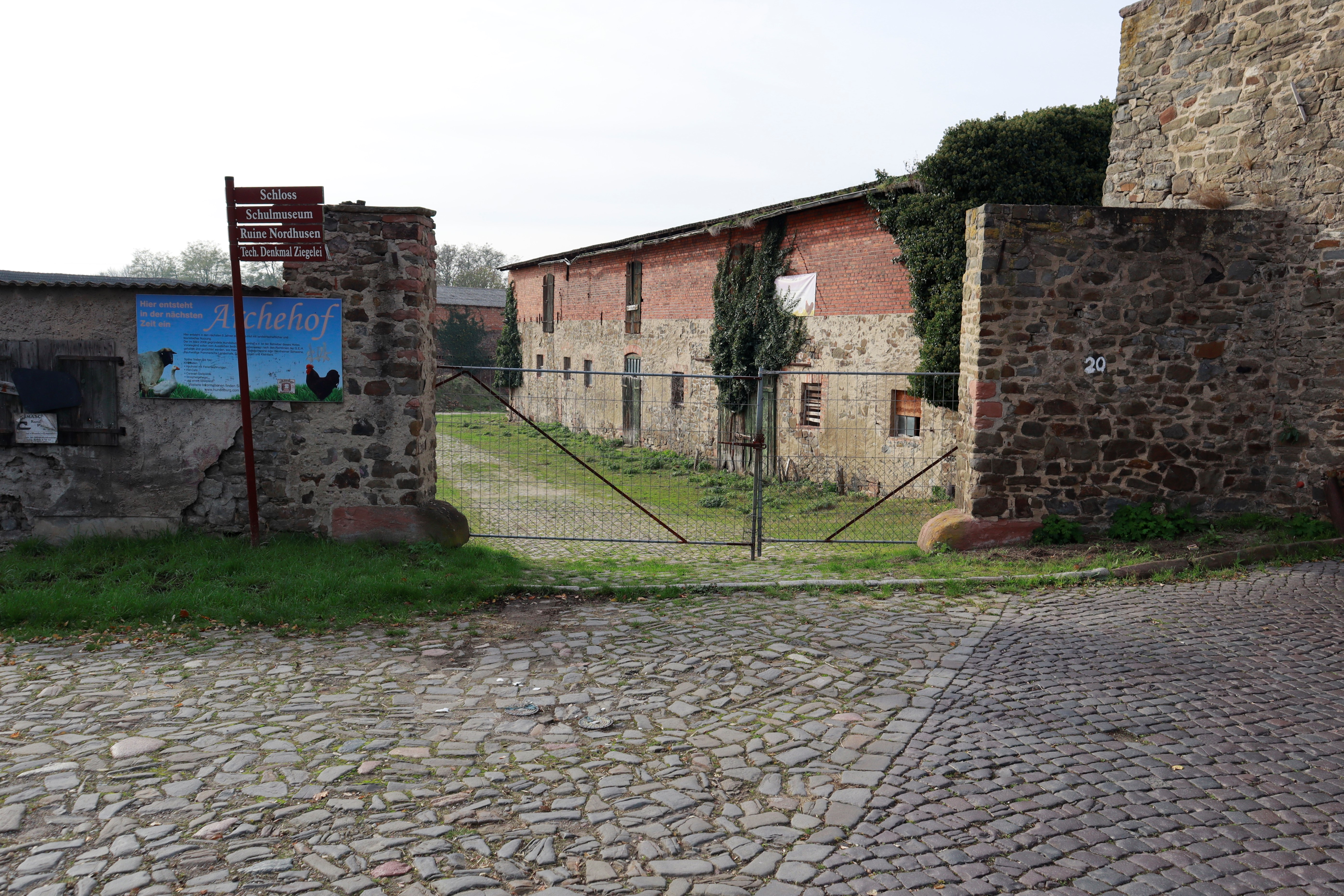
Eine Nutzung als „Arche-Hof“ war geplant

Der Unterhof (auch Alte Schäferei genannt) im Haldensleber Stadtteil Hundisburg wurde ab 1860 genutzt und diente der Gutsverwaltung des Schlosses Hundisburg vorwiegend als Schäferei. Im örtlichen Denkmalverzeichnis ist das Ensemble als geschichtlich und städtebaulich unverzichtbares Denkmal eingetragen. Der Gutshof ist mit den Zuchtleistungen von Hermann von Nathusius verbunden.

## Lage
Das Gebäudeensemble befindet sich südöstlich unterhalb des Schlosses und wird an zwei Seiten von der hier rechtwinklig abknickenden Hauptstraße und jeweils an einer Seite von der  Magdeburger Straße und der Boitzgasse umschlossen. Der Gutshof grenzt an das bis 1740 errichtete Magdeburger Tor an.

## Geschichte
Ursprünglich befand sich hier der neue Lustgarten des Hundisburger Schlosses. Um 1840 hatte der damalige Besitzer von Schloss und Gut, Hermann von Nathusius, einen rund 150 Hektar großen Laubwald zwischen Hundisburg und Althaldensleben, den Gräwig, abholzen lassen. Einen großen Teil des erzielten Erlöses steckte er in den Bau des neuen Gutshofes – hier entstanden ein großer Schafstall und weitere Stallungen sowie eine moderne Spiritusbrennerei. Die Investition zahlte sich aus: „... das finanzielle Resultat war ein sehr günstiges.“ Der ab 1860 in Betrieb genommene neue Hof wurde zur Abgrenzung zum bereits bestehenden, auf dem Schlossberg hinter dem Schloss liegenden „Oberhof“ als „Unterhof“ bezeichnet. Die Stallungen wurden überwiegend für die Schäferei verwendet. Das große Stallgebäude entlang der heutigen Hauptstraße weist mit rund 150 Meter Länge eine beeindruckende Ausdehnung auf. Es ist in Bruchsteinbauweise errichtet. Die Ortschaft Hundisburg ist von der Architektur dieses Gebäudes geprägt.
Bereits seit 1590 wurden in Hundisburg Schafe gezüchtet. Die Hundisburger Merinoschaf-Herde war bis Mitte des 19. Jahrhunderts von geringer Bekanntheit. Hermann von Nathusius gab entscheidende Impulse für die Merinozucht durch den Kauf eines Rambouillet-Bockes. Die Hundisburger Schafzucht behielt von da an bis in die Zeit der DDR eine große Bedeutung. Durch Einkreuzungen mit dem Moschamschaf konnte sanfte und geschmeidige Wolle erzielt werden. Zur Fleischproduktion wurde mit Mettenburger Schafen, Leicesterschafen und Southdownschafen gekreuzt.
Schloss und Gutshöfe blieben zwei weitere Generationen im Besitz der Familie von Nathusius. Nach dem Ende des Zweiten Weltkriegs und dem Einsetzen der Bodenreform in Ostdeutschland erfolgte im September 1945 die entschädigungslose Enteignung. Das Gut blieb zu DDR-Zeiten als Einheit bestehen und wurde als Provinzialgut und später als Volkseigenes Gut bewirtschaftet. Nach der Wende wurde der Unterhof nicht mehr für landwirtschaftliche Zwecke genutzt; die Gebäude begannen zu verfallen und hatten verschiedene Besitzer.

## Planung von Umnutzungen
Im Jahr 2016 erwarb der im Jahr 2000 gegründete Immobilienentwickler Pro-Jent Gesellschaft S.L. mit Sitz in Palma de Mallorca das Hofensemble. Der Geschäftsführer dieses Unternehmens, Axel Lutz Fingerhut, gründete mit anderen Geschäftsleuten im März 2008 den Verein „Hundisburger Bauernhof e.V.“. Dieser Verein plante, auf dem Gelände einen „Archehof“ mit landwirtschaftlicher und touristischer Nutzung einzurichten. Außerdem sollten dort nach Richtlinien der Gesellschaft zur Erhaltung alter und gefährdeter Haustierrassen (GEH) bedrohte Haustierrassen (wie Harzziegen, Sattelschweine, Bentheimer Schweine oder Rauhwollige Pommersche Landschafe) gezüchtet werden. Darüber hinaus waren der Betrieb von Café, Heuhotel, Hofladen, Spielplatz, Caravan-Stellplatz und Streichelgehege geplant. Im Sommer 2010 wurden die Baugenehmigungen für die Bauvorhaben (Heuhotel, Hofcafé, Ferienwohnungen und Museum) erteilt. Umbau und Sanierung sollten bis zum Jahr 2014 abgeschlossen werden. Außer der Unterbringung einiger Tiere wurde das Projekt bislang nicht umgesetzt, die Anlage verfällt weiterhin. Eine Sicherung des in der Bausubstanz beschädigten Gebäudes war nach Investorenangaben für das Jahr 2019 vorgesehen.
2024 berichtet die in Magdeburg erscheinende Volksstimme, der ehemalige Unterhof sei erneut verkauft worden. Der neue Eigentümer reiße die weitgehend verfallenen Ställe und Scheunen ab.